# Miami (Oklahoma)
Miami ist eine US-amerikanische Stadt im Bundesstaat Oklahoma. Sie liegt im Ottawa County und ist dessen Verwaltungssitz. Sie ist auch der Hauptsitz des Indianerstammes Miami Tribe of Oklahoma. Bei der Volkszählung 2020 wurde vom US Census Bureau eine Einwohnerzahl von 12.969 ermittelt. Miami liegt am Neosho River.

## Geschichte
W. C. Lykins reichte am 3. März 1891 eine Petition beim US-Kongress ein, um ein Gesetz zur Gründung der Stadt zu verabschieden. Er traf sich mit Thomas F. Richardville, dem Häuptling des Miami-Stammes in Oklahoma, der zustimmte, sich seinerseits mit der U.S. Indian Commission und den Ottawa-Stamm zu treffen.
Das Ergebnis dieses Treffens war, dass der Kongress den Sekretär des Innenministeriums der Vereinigten Staaten ermächtigte, den Kauf der Townsite von den Ottawas zu genehmigen. Lykins, Richardville und Manford Pooler, Häuptling der Ottawa, werden in historischen Berichten als „Väter von Miami“ bezeichnet. Lykins' Firma, die Miami Town Company, kaufte 588 Acres (238 ha) Land von den Ottawa für zehn Dollar pro Acre. Am 25. und 26. Juni 1891 veranstalteten sie eine Versteigerung von Grundstücken. Im Jahr 1895 wurde Miami als Gemeinde gegründet und hatte mehr als 800 Einwohner.
Die Entdeckung reicher Blei- und Zinkvorkommen unter dem Land der Quapaw ein paar Meilen nördlich löste in Miami einen Boom aus. Im Jahr 1907, zur Zeit der Staatsgründung, betrug die Einwohnerzahl 1893, die mit der Etablierung des Bergbaus bis 1920 auf 6802 anstieg.
Miami lag an der Route des 1915 eingerichteten Jefferson Highway, der mehr als 2300 Meilen von Winnipeg, nach New Orleans führte. Später lag es an der Route 66 und besitzt noch immer ein historisches Original Nine-Foot Section of Route 66 Roadbed.

## Demografie
Nach einer Schätzung von 2019 leben in Miami 13.088 Menschen. Die Bevölkerung teilte sich im selben Jahr auf in 65,9 % Weiße, 2,0 % Afroamerikaner, 15,5 % amerikanische Ureinwohner, 0,7 % Asiaten und 11,9 % mit zwei oder mehr Ethnizitäten. Hispanics oder Latinos aller Ethnien machten 5,7 % der Bevölkerung aus. Das mittlere Haushaltseinkommen lag bei 36.908 US-Dollar und die Armutsquote bei 23,6 %.
| Jahr | Einwohner¹ |
| ---- | ---------- |
| 1900 | 1.527      |
| 1950 | 11.801     |
| 1960 | 12.869     |
| 1970 | 13.880     |
| 1980 | 14.237     |
| 1990 | 13.142     |
| 2000 | 13.704     |
| 2010 | 13.570     |
| 2020 | 12.969     |

¹ 1900 – 2020: Volkszählungsergebnisse

## Bildung
In Miami befindet sich das Northeastern Oklahoma A&M College, eine Community college mit ca. 2000 Studierenden.

## Söhne und Töchter der Stadt
- David Froman (1938–2010), Schauspieler
- Steve Gaines (1949–1977), Musiker